# 글램 메탈
글램 메탈(Glam metal) (혹은 팝 메탈 혹은 LA 메탈)은 헤비 메탈의 하위 장르이다. 1970년대 말에 생겨나 1980년대 세계적으로 인기를 얻었다. 외모에 크게 기인하는 음악 장르이다.